# Royal Australian Navy
Royal Australian Navy (RAN) er den maritime gren af Australian Defence Force. Efter oprettelsen af den Australske føderation i 1901 blev de forskellige koloniale flåder samlet til en flåde: "Commonwealth Naval Forces". Flåden var oprindeligt etableret for at beskytte de australske farvande, men da flåden i 1911 blev til "Royal Australian Navy" fik den gradvist et øget ansvar i regionen.
Storbritanniens Royal Navy fortsatte med at støtte RAN og bibeholdte en massiv tilstedeværelse i Stillehavet frem til de første år af 2. verdenskrig. På dette tidspunkt betød krigen en stor ekspansion af flåden af både store og små krigsskibe. I årtiet efter krigen anskaffede RAN en række mindre hangarskibe hvoraf den sidste blev udfaset i 1982
I dag består RAN af 54 skibe under kommando og over 16.000 ansatte. Flåden er en af de største og mest sofistikerede flådestyrker i Stillehavsregionen og bibeholder en betydelig tilstedeværelse i det Indiske Ocean samt deltager i verdensomspændende militæroperationer.

## Historie
Commonwealth Naval Forces blev etableret 1. marts 1901, to måneder efter den australske føderation. Den 10. juli 1911 skænkede Kong Georg 5. af Storbritannien flådestyrken navnet "Royal Australian Navy".
Under 1. verdenskrig var RAN i starten ansvarlig for erobringen af mange tyske kolonier i det sydlige Stillehav samt i beskyttelsen af australsk skibsfart fra den tyske Østasieneskadre. Senere i krigen blev det meste af flåden underlagt Royal Navy i Middelhavet og Nordsøen.
I 1920'erne og starten af 1930'erne blev RAN's størrelse drastisk mindsket, men som de internationale spændinger øgedes blev RAN moderniseret og forøget. I starten af 2. verdenskrig fungerede de australske skibe under britisk kommando, hvor de udmærkede sig i Middelhavet, Rødehavet, Vestafrika, den Persiske bugt og det Indiske ocean. Efter udbruddet af krigen i Stillehavet og den næsten totale udslettelse af Royal Navy i Asien opererede RAN mere selvstændigt eller som en del af United States Navys flådestyrker. Ved krigens afslutning var RAN den femtestørste flåde i verden.
Efter anden verdenskrig blev RAN igen reduceret i størrelse men fik nye kapaciteter ved leveringen af to hangarskibe. RAN deltog i flere lokale konflikter under den kolde krig og samarbejdede tæt med Royal Navy og US Navy ud for Korea, Malaysia og Vietnam. Efter afslutningen på den kolde krig har RAN deltaget i flere koalitionsoperationer i den persiske bugt og det Indiske ocean og var en hjørnesten i operationerne ved Østtimor og Salomonøerne.

## RAN i dag

### Kommandostruktur
Kommandostrukturen i RAN blev ændret betydeligt under ændringerne i programmet "Den nye flådegeneration".
RAN's øverste ledelse er Naval Headquarters (NHQ) i Canberra der styres af en chef med betegnelsen Chief of Navy ((dansk) Flådechefen, CN) som har den militære rang viceadmiral. NHQ er ansvarlig for at implementere de politiske beslutninger der bliver udfærdiget af det australske forsvarsministerium samt overvåge taktiske og operative forhold der ligger under laverestående kommandoers ansvarsområder.
Under NHQ er to kommandoer:
- Fleet Command (flådekommandoen): Flådekommandoen er ledet af Commander Australian Fleet (COMAUSFLT). COMAUSFLT har rang af kontreadmiral; tidligere var denne titel betegnet "Flag Officer Commanding HM's Australian Fleet (FOCAF)", en stilling som blev oprettet ved kongeligt dekret i 1911,[2] Titlen blev ændret i 1988 til Maritime Commander Australia og til sidst, den 1. februar 2007, til den nuværende titel, Commander Australian Fleet.[3] Underlagt Fleet Command er en stab der kan udsendes til at styre en task group. Staben er styret af en flotilleadmiral der bærer betegnelsen "Commodore Warfare" (COMWAR). Fleet Command er ansvarlig for alle sine aktiver og er direkte ansvarlig til forsvarsstaben for at holde sine styrker operative.

- Navy Strategic Command: Det administrative element der overser RAN's trænings-, reparations-, og logistiske behov. Oprettet i 2000 og blev ledet af en flotilleadmiral, dette blev dog ændret i juni 2008 hvor stillingen blev ændret til en kontreadmiral.

Fleet Command bestod tidligere af syv elementer, men efter "generationsskiftet" i flåden blev dette ændret til fire (se nedenstående afsnit om flåden).

### Flåden
I December 2011 bestod RAN af 54 skibe inklusiv fregatter, undervandsbåde, patruljebåde og støtteskibe. Skibe i RAN tjeneste benytter præfikset HMAS (Hans/Hendes majestæts australske skib).

#### Flådens organisation
- Surface Force – Overfladestyrken
  - 8× ANZAC-klassen
  - 4× Adelaide-klassen
  - 6× Balikpapan-klassen
  - HMAS Tobruk (L50)
  - HMAS Choules (L100)
  - HMAS Success (304)
  - HMAS Sirius (266)
- Submarine Service – Ubådstjenesten
  - 6× Collins-klassen
- Mine Warfare, Hydrographic and Patrol Boat Force – Minekrigsførsels-, hydrografi-, og patruljebådsstyrken
  - 14× Armidale-klassen
  - 6× Huon-klassen
  - 2× Leeuwin-klassen
  - 4× Paluma-klassen
  - Clearance Diving Team 1
  - Clearance Diving Team 3
  - Clearance Diving Team 4
- Fleet Air Arm – Flådens flyvertjeneste
  - 723 Squadron (723. eskadrille)
    - 13× Aerospatiale AS 350BA
    - 3× Bell 423

  - 816 Squadron (816. eskadrille)
    - 15× Sikorsky SH-70 Seahawk (skal erstattes af 24 MH-60R Seahawk

Udover de ovenstående militære skibe har RAN også et antal andre skibe til rådighed, blandt andet sejlskibet Young Endeavour, der fungerer som skoleskib samt det civilt bemandede Ocean Shield.

### Fleet Air Arm
Fleet Air Arm (tidligere Australian Navy Aviation Group), forkortet FAA, er RAN's luftstyrke. I 2012 består FAA af to aktive eskadriller med i alt tre forskellige slags helikoptere der giver støtte til flådens skibe til blandt andet antiubådskrigsførelse og andre støtteroller. Flådens flyvertjeneste er baseret på flyvestationen HMAS Albatross i Nowra, New South Wales og kan udstationeres på flådens fregatter og andre større skibe.

### Minedykkere
RAN har to minedykkerhold (Clearance Diving Teams):
- Clearance Diving Team 1 (AUSCDT ONE), baseret ved HMAS Waterhen i New South Wales
- Clearance Diving Team 4 (AUSCDT FOUR), baseret ved HMAS Stirling i Western Australia

Ved udsendelse bliver Clearance Diving Team 3 (AUSCDT THREE) oprettet med personel fra begge hold, således at det nationale beredskab kan opretholdes.
Minedykkerholdene har to primære opgaver:
- Minerydning (MCM) og bortsprængning af sprængstof (EOD)
- Maritime specialstyrkeoperationer

### Flådestationer
Flåden benytter to primære flådestationer:
- Fleet Base East, (HMAS Kuttabul i Sydney)
- Fleet Base West, (HMAS Stirling nær Perth)

Derudover benyttes tre andre flådestationer hvor størstedelen af flådens mindre skibe holder til:
- HMAS Coonawarra ved Darwin
- HMAS Cairns
- HMAS Waterhen, ved Sydney

## Fremtiden
Der er for tiden adskillige større nyanskaffelsesprojektet i gang i RAN:
- Projekt AIR 9000 fase 8:
  - Et projekt der skal erstatte flådens Sikorsky SH-70B Seahawks (og den annullerede Seasprite) med 24 MH-60R Seahawks.
- Projekt JP 2048 fase 3:
  - Indkøbet af seks større landgangsfartøjer til erstatning for Balikpapan-klassen. Projektet forventes afsluttet i perioden 2014–2016.
- Projekt JP 2048 fase 4A+4B:
  - Et projekt der skal munde ud i to landgangsfartøjer af Canberra-klassen (en), baseret på den spanske ESPS Juan Carlos I (L61) (en). Disse to skibe vil blive de største skibe i tjeneste hos RAN og skal erstatte HMAS Tobruk og et skib af Kanimbla-klassen. Bygningen følger tidsplanen og forventes i tjeneste i 2014 HMAS Canberra (en) og i 2016 HMAS Adelaide (en).[6]
- Projekt SEA 1390 fase 2.1:
  - Opgraderingen af Adelaide-klassens elektronik og våbensystemer.
- Projekt SEA 1429:
  - Opgradering af Collins-klassens torpedosystem.
- Projekt SEA 1439 Phase 4A:
  - Nyt kampinformationssystem til Collins-klassen
- Projekt SEA 1654 Phase 3:
  - Anskaffelsen af et forsyningsskib som erstatning for HMAS Success.
- Projekt SEA 4000:
  - Anskaffelsen af tre destroyere af Hobart-klassen opbygget omkring det amerikanske AEGIS-kampinformationssystem. Destroyerne er baseret på den spanske fregatklasse Álvaro de Bazán.[7] Projektet er ikke forsinket og man forventer at modtage det første skib, HMAS Hobart, i december 2014. HMAS Brisbane og HMAS Sydney skal leveres i henholdsvis 2016 og 2017.[8]

For at sikre RAN's kapaciteter indenfor amfibiekrigsførelse indtil tilgangen af Canberra-klassen har RAN anskaffet HMAS Choules (L100), et tidligere fartøj i Royal Fleet Auxiliary i december 2011 samt det civile støtteskib Ocean Shield i juni 2012.
Fremtidige, ikke igangsatte, anskaffelser omfatter:
- 12 undervandsbåde som erstatning for Collins-klassen (Projekt SEA 1000, op til 4.000 ton, udstyret med krydsermissiler og miniubåde)
- 8 fregatter til erstatning for ANZAC-klassen (Op til 7.000 ton, udstyret med krydsermissiler)
- 20 Patruljefartøjer (Project SEA 1180) til erstatning for Armidale-, Huon-, Leeuwin-, og Paluma-klasserne (op til 2.000 tons)
- 1 Fleksibelt støtteskib til ersatning for det andet skib af Kanimbla-klassen (~15.000 ton, samme kapaciteter som den spanske Galicia-klasse).[11]

## Operationer
RAN har for tiden styrker udsendt i fire større operationer:
- Operation Anode: Australiens bidrag til RAMSI (Salomonøerne).
- Operation Astute: Den internationale stabiliseringsstyrke på Østtimor.
- Operation Slipper: Australiens forpligtelser til de internationale styrker i Afghanistan og mod terrorisme. RAN's bidrag er normalt et skib i den persiske bugt.
- Operation Resolute: ADF's bidrag til patruljering af Australiens EØZ. RAN's bidrag til Resolute er mindst syv Armidale-patruljefartøjer og et større orlogsskib på kort varsel.[13]

I slutningen af 2010 beordrede RAN sine skibe til at sænke farten og tilbringe mindre tid til søs som en måde at spare penge på.

## Personel
I juni 2011 havde RAN 14.215 fuldtidsansatte, 161 deltidsanstatte og 2.150 reservister. De fuldtidsansatte fordelte sig på 3.357 officerer og 10.697 sergenter og menige. I juni 2010 var 18 procent af alle ansatte kvinder, hvorved RAN har den største procentmæssige andel af kvinder i ADF sammenlignet med RAAF's 17,8% og hærens 9,7%.
RAN behøver op til 2.000 nye folk (inklusiv 700 lærlinge), til at kunne bemande flådens nye skibe, såsom destroyerne, der vil hejse kommando i løbet af det næste årti. For at komme manglen på faglærte australiere i møde er RAN begyndt at rekruttere søfolk fra andre vestlige flåder.

### Officersgruppen
Officerer i RAN har officersgrader der rækker over 11 tjenestegrader fra kadet til "Admiral of the Fleet". Admiral of the fleet er en ceremoniel titel der er forbeholdt kongelige, lige nu er Prins Phillip, hertug af Edinburgh indehaver af titlen. Den højeste titel i brug i den nuværende flåde er viceadmiral, som indehaves af flådechefen. Fra flotilleadmiral og op er betegnet Admiralgruppen (Flag Officers), mens kommandør og op er betegnet som ældre officerer (Senior officers) og de resterende er yngre officerer (Junior offiers). Alle flådeofficerer modtager en officersfuldmagt fra hendes majestæt dronning Elizabeth den anden, dronning af Australien. Fuldmagten er underskrevet af Australiens Generalguvernør og landets forsvarsminister.
Flådeofficerer bliver uddannet på Royal Australian Naval College (HMAS Creswell) i Jervis Bay, New South Wales og Australian Defence Force Academy i Canberra.
| NATO-rang      | OF-10                | OF-9    | OF-8         | OF-7          | OF-6            | OF-5      | OF-4             | OF-3                | OF-2            | OF-1                               |            |
| -------------- | -------------------- | ------- | ------------ | ------------- | --------------- | --------- | ---------------- | ------------------- | --------------- | ---------------------------------- | ---------- |
| Distinktion    |                      |         |              |               |                 |           |                  |                     |                 |                                    |            |
| Australsk rang | Admiral of the Fleet | Admiral | Vice Admiral | Rear Admiral  | Commodore       | Captain   | Commander        | Liutenant Commander | Liutenant       | Sub Liutenant Acting Sub Liutenant | Midshipman |
| Dansk rang     | Findes ikke          | Admiral | Viceadmiral  | Kontreadmiral | Flotilleadmiral | Kommandør | Kommandørkaptajn | Orlogskaptajn       | Kaptajnløjtnant | Premierløjtnant Løjtnant           | Kadet      |

### Sergent og meniggruppen
| NATO rang      | OR-9            | OR-8                | OR-7        | OR-6          | OR-5                         | OR-4           | OR-3             | OR-2                | OR-1                                          |
| -------------- | --------------- | ------------------- | ----------- | ------------- | ---------------------------- | -------------- | ---------------- | ------------------- | --------------------------------------------- |
| Distinktion    |                 |                     |             |               |                              |                |                  |                     |                                               |
| Australsk rang | Warrant Officer | Chief Petty Officer | Findes ikke | Petty Officer | Findes ikke                  | Leading Seaman | Able Seaman      | Seaman              | Findes ikke                                   |
| Dansk rang     | Chefsergent     | Seniorsergent       | Oversergent | Findes ikke   | Sergent Værnepligtig sergent | Korporal       | Marinespecialist | Marineoverkonstabel | Marinekonstabel Marineelev Værnepligtig menig |

### Orlogspræster
I Royal Australian Navy er orlogspræster ((engelsk) Chaplain) officerer af linjen og bærer således uniform. Ligesom orlogspræster i Søværnet bærer de ikke de normale officersdistinktioner, men derimod et gyldent kors og anker. Ligesom feltpræster i RAAF og Australian Army er der en intern rangorden på 5 divisioner indenfor præsteordenen. Orlogspræsternes interne rangorden svarer udadtil til et række militære grader for at kunne begå sig i det meget hierarkiske militære system. Orlogspræster i division 1, 2 og 3 svarer til en kommandørkaptajn, mens division 4 svarer til en kommandør. Division 5 svarer militært set til en flotilleadmiral og dem findes der i alt tre af i flåden, benævnt "Principal Chaplains", en for hver større kristen trosretning: Katolicismen, protestantismen og anglikanismen. Titlen "Padre" er ikke officielt benyttet i Royal Australian Navy, selvom den ofte bliver benyttet af sømænd og præster der ønsker en mere uformel tone.

## Warrant Officer of the Navy
Warrant Officer of the Navy (WO-N), er en stilling der indehaves af den ældste Warrant Officer (chefsergent) i RAN. Han bærer dog ikke den normale Warrant Officer distinktion, men en speciel WO-N distinktion. WO-N stillingen har en lignende stilling i de andre to værn: Australian Army har en "Regimental Sergeant Major of the Army" (RSM-A) og Royal Australian Air Force har en "Warrant Officer of the Air Force" (WOFF-AF).

## Eksterne links
- Wikimedia Commons har flere filer relateret til Royal Australian Navy
- Royal Australian Navy hjemmeside
- navy.gov.au: Historical listing of RAN ships
- navy.gov.au: Virtual Fleet online computerbaseret 'tur' på skibene og helikoptere
- Maritimequest.com: Royal Australian Navy photo gallery
- navy.gov.au: Chief of Navy Arkiveret 15. september 2008 hos  Wayback Machine
- navy.gov.au: Commander Australian Fleet Arkiveret 15. september 2008 hos  Wayback Machine
- naval-history.net: Royal and Dominion Navies in World War II, Campaigns, Battles, Warship losses